# Koordinierungsstelle für die Erhaltung des schriftlichen Kulturguts
Die Koordinierungsstelle für die Erhaltung des schriftlichen Kulturguts, abgekürzt KEK, wurde im Jahr 2011 gegründet und an der Staatsbibliothek zu Berlin – Preußischer Kulturbesitz angesiedelt. Seitdem widmet sie sich dem Originalerhalt schriftlichen Kulturguts in Archiven, Bibliotheken, Museen und ihnen verwandten Einrichtungen. Gefördert von dem Beauftragten der Bundesregierung für Kultur und Medien (BKM) und der Kulturstiftung der Länder (KSL) agiert die KEK als Schnittstelle zwischen Fachwelt, Einrichtungen und Politik und ist in diesem Bereich zentrale Ansprechpartnerin auf Bund-, Landes- und kommunaler Ebene. Eine wichtige Rolle spielt seit Gründung die Förderung von Projekten zur Bestandserhaltung. Über die KEK-Modellprojektförderung und seit 2017 über das BKM-Sonderprogramm werden jährlich bundesweit Maßnahmen zur Erhaltung schriftlicher Originale unterstützt.

## Gründung
Die vom Deutschen Bundestag eingesetzte Enquete-Kommission „Kultur in Deutschland“ betont im 2007 verfassten Schlussbericht die Notwendigkeit eines nationalen Engagements für den Originalerhalt schriftlichen Kulturguts. Eine Empfehlung der Kommission lautete, „gemeinsam eine nationale Bestandserhaltungskonzeption für gefährdetes schriftliches Kulturgut zu erarbeiten“. Weiterhin wurde ein Förderprogramm zur physischen Rettung von bedrohtem schriftlichem Kulturgut von nationaler und europäischer Bedeutung empfohlen.
Die Einrichtung einer „Koordinierungsstelle für die Erhaltung des schriftlichen Kulturguts“ wurde inspiriert von der 2001 gegründete Allianz Schriftliches Kulturgut Erhalten, eine Interessensgemeinschaft von Archiven und Bibliotheken in Deutschland mit umfangreichen historischen Beständen. Die Allianz verfasste mehrere Erklärungen und Denkschriften, um die Öffentlichkeit und verantwortliche Stellen in der Politik auf die Bedeutsamkeit des Erhalts schriftlichen Kulturguts aufmerksam zu machen. Forderung und Ziel der Allianz war es, auf nationaler Ebene eine Gesamtstrategie für die nachhaltige Bestandserhaltung zu entwickeln.
Ausschlag für die Einrichtung der Koordinierungsstelle für die Erhaltung des schriftlichen Kulturguts (KEK) gab die von der Allianz veröffentlichte Denkschrift Zukunft Bewahren, die im Jahr 2009 an den damaligen Bundespräsident Horst Köhler überreicht wurde. Neben pragmatischen Handlungsempfehlungen zur Sicherung der historischen Bestände in Archiven und Bibliotheken enthielt sie den Vorschlag, eine entsprechende Arbeits- und Koordinierungsstelle einzurichten.
Nach den Bundestagswahlen im Herbst 2009 wurde das Vorhaben im Koalitionsvertrag der Bundesregierung verankert. Nach weiteren Verhandlungen und auf Initiative von Kulturstaatsminister Bernd Neumann konnte am 1. August 2011 von Bund und Ländern die Koordinierungsstelle für die Erhaltung des schriftlichen Kulturguts (KEK) an der Stiftung Preußischer Kulturbesitz eingerichtet und bei der Staatsbibliothek zu Berlin angesiedelt werden. Im Koalitionsvertrag des Bundes für die 18. Legislaturperiode ist die Erhaltung schriftlichen Kulturguts als eine gesamtstaatliche Aufgabe angeführt. Zudem ist festgehalten, dass „[d]ie entsprechende Koordinierungsstelle bei der Staatsbibliothek zu Berlin […] auf Basis einer bereits geplanten Evaluierung und in Abstimmung mit den Ländern, gegebenenfalls über ein Bund-Länder-Förderprogramm, über 2015 hinaus fortgeführt [wird].“ Im Koalitionsvertrag für die 19. Legislaturperiode ist die Fortführung der Förderprogramme zur Erhaltung des schriftlichen Kulturguts vereinbart.

## Aufgaben und Ziele

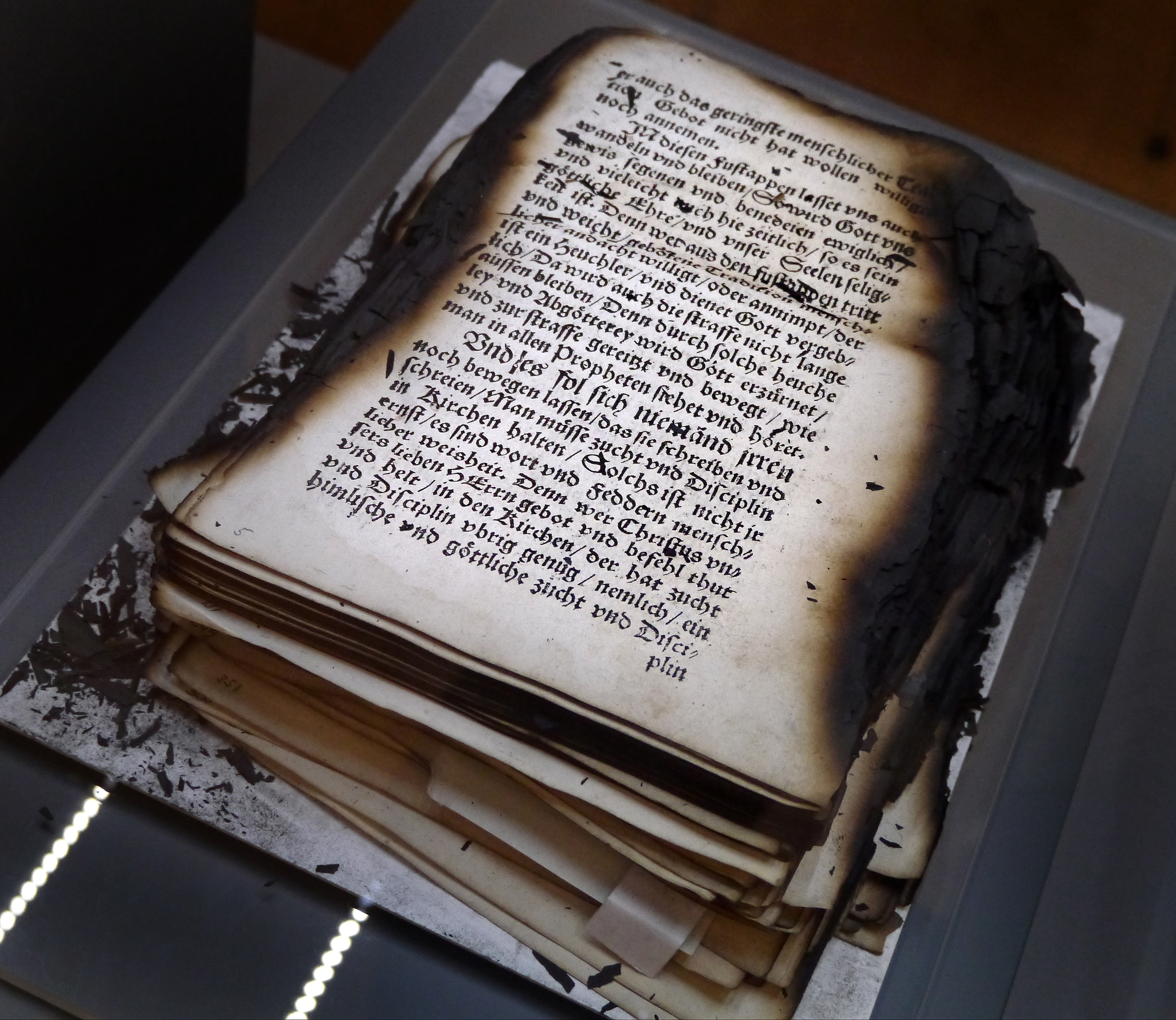
Durch den Brand der Herzogin Anna Amalia Bibliothek in Weimar am 2. September 2004 wurde bedeutendes schriftliches Kulturgut zerstört und die Gefährdung der Bestände bundesweit deutlich

Auf nationaler Ebene widmet sich die KEK der Sicherung schriftlichen Kulturguts in Bibliotheken, Archiven, Museen und ihnen verwandten Institutionen. In der Pilotphase von 2010 bis 2015 zählte zu den Hauptaufgaben die Erarbeitung eines nationalen Bestandserhaltungskonzepts für schriftliches Kulturgut, die Evaluation bereits vorhandener Erkenntnisse, die Vernetzung bestehender Institutionen und Kompetenzstellen sowie die Förderung von Modellprojekten. Nach Vorlage des nationalen Konzepts als Bundesweite Handlungsempfehlungen und erfolgreicher Evaluation wurde die Fortführung der KEK als Bund-Länder-Projekt beschlossen. Die KEK-Modellprojektförderung wurde 2017 infolge des in den Handlungsempfehlungen ermittelten Bedarfs um eine weitere Förderlinie ergänzt: Das von dem Beauftragten der Bundesregierung für Kultur und Medien aufgelegte BKM-Sonderprogramm unterstützt seitdem großvolumige Maßnahmen zur Erhaltung des schriftlichen Kulturguts.
Von 2010 bis 2020 standen zur Finanzierung des KEK-Grundhaushalts von dem Beauftragten der Bundesregierung für Kultur und Medien (BKM) jährlich 500.000 Euro Fördermittel zur Verfügung. Über die Kulturstiftung der Länder (KSL) beteiligte sich die Ländergemeinschaft mit weiteren 100.000 Euro pro Jahr. Seit Einführung des BKM-Sonderprogramms 2017 wurde das Budget jährlich in unterschiedlicher Höhe aufgestockt, zuletzt auf 3,5 Mio. Euro (Stand 2023). Seit 2021 beteiligt sich die Ländergemeinschaft über die Kulturstiftung der Länder mit 150.000 Euro jährlich.
Ein besonderes Anliegen der KEK ist es, die Öffentlichkeit für die Gefährdungen schriftlichen Kulturguts zu sensibilisieren: Denn ein geschärftes Problembewusstsein ist Grundlage für einen bewussteren Umgang mit erhaltenswertem Schriftgut und Voraussetzung für dessen Bewahrung.

## Bundesweite Handlungsempfehlungen
Im Herbst 2015 wurden die Bundesweiten Handlungsempfehlungen zur Erhaltung des schriftlichen Kulturguts in Archiven und Bibliotheken veröffentlicht. Mit diesem Empfehlungspapier liegt eine umfassende Bilanz zu Schäden und Gefahren für schriftliches Kulturgut in Archiven und Bibliotheken Deutschlands vor. Gleichzeitig fasst das Dokument erstmals in einem sparten- und länderübergreifenden Gesamtkonzept Aufgabenfelder zusammen, die zur Sicherung schriftlichen Kulturguts gestärkt werden müssen. Als einrichtungsübergreifende Strategie geben die Handlungsempfehlungen die notwendige Orientierung, um den Originalerhalt bundesweit zu koordinieren. Die Überlieferungssicherung kann von Politik, Fachwelt und Einrichtungen auf dieser Basis systematisch organisiert werden.

## KEK-Modellprojektförderung
Seit 2010 hat die KEK bundesweit mehr als 440 Modellprojekte zur Bestandserhaltung mit einer Gesamtsumme in Höhe von rund 5,2 Mio. Euro gefördert. Von 2010 bis 2019 stand die Förderlinie jeweils unter einem thematischen Schwerpunkt. Seit 2020 erfolgt eine themenoffene Förderung. Voraussetzung der Finanzierung ist die Übernahme eines substanziellen Eigenanteils durch die beantragenden Institutionen. Diese und weitere Ausführungsbestimmungen sind in entsprechenden Fördergrundsätzen definiert.
Ein wichtiger Schwerpunkt stellt seit 2023 die Notfallvorsorge dar. In Referenz auf die „Deutsche Strategie zur Stärkung der Resilienz gegenüber Katastrophen“ soll über integrierte und akteursübergreifende Ansätze möglichst flächendeckend ein entsprechendes Risikomanagement zur Anwendung kommen. Regionale Notfallverbünde zählen zu den zielführenden Strukturen, weshalb deren Ausstattung von der KEK gefördert wird.
Im KEK-Portal lassen sich die Erfolge der KEK-Modellprojektförderung seit 2010 im Detail nachvollziehen.

## BKM-Sonderprogramm zur Erhaltung des schriftlichen Kulturguts

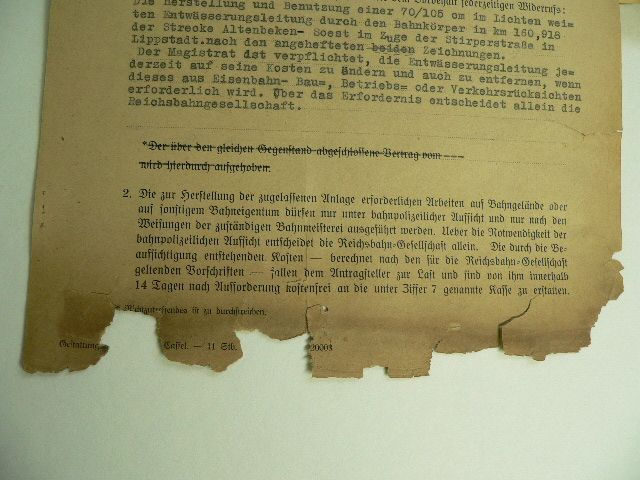
Säurefraß bedroht industriell hergestelltes Papier, das ab ca. 1850 entstanden ist.

Im Jahr 2017 stellte die Beauftragte der Bundesregierung für Kultur und Medien (BKM) in Reaktion auf den in den Bundesweiten Handlungsempfehlungen ermittelten Bedarf Geld für eine zweite Förderlinie zum Erhalt schriftlichen Kulturguts bereit: Das BKM-Sonderprogramm zur Erhaltung des schriftlichen Kulturguts. Dieses Förderprogramm wurde zunächst im Umfang von 1 Mio. Euro angelegt und in den folgenden Jahren stark erhöht. 2018 wurden 2,5 Mio. Euro zur Verfügung gestellt, 2019 waren es 4,5 Mio. Euro und 2020 insgesamt 3,8 Mio. Euro.
Im Gegensatz zur KEK-Modellprojektförderung ist die Förderung im BKM-Sonderprogramm an eine Gegenfinanzierung von 50 % geknüpft. Diese Ko-Finanzierung wird zum großen Teil durch Landesprogramme zur Bestandserhaltung aufgefangen. Das Land Hessen z. B. stellte 2020 insgesamt bis zu 1,5 Mio. Euro bereit. Förderfähig sind Mengenbehandlungen und Schadenserfassungen. So wird dem Bedarf begegnet, der durch die massenhafte Schädigung schriftlichen Kulturguts etwa durch Säurefraß hervorgerufen wird. Die bisherigen Fördererfolge im BKM-Sonderprogramm sind im KEK-Portal recherchierbar.

## KEK-Portal
Seit Juli 2020 informiert das KEK-Portal zu den Aufgaben, Förderlinien und Netzwerkpartnern der KEK. Die Projektdaten schaffen Transparenz bei den Förderaktivitäten. Zudem bieten Anwendungen wie die dynamische Datenvisualisierung nach definierten Objektgattungen oder Schadensbildern die Möglichkeit, Fortschritte bei der Überlieferungssicherung auszuwerten oder zu steuern. Das integrierte Wissensnetz ermöglicht unkonventionelle Einstiegswege in die Terminologie des Originalerhalts. Das Magazin vermittelt den Originalerhalt publikumswirksam in all seinen Facetten.
Die Notfallverbundkarte gibt Auskünfte über Notfallverbünde in den Regionen. Neben den beteiligten Einrichtungen und Gründungsjahren visualisiert die Karte auch die KEK-Förderungen in diesem Bereich.
Seit 2023 steht die Fachinformation als gesichertes Informationsangebot zur Verfügung. Sie versammelt Beiträge aus dem gesamten Spektrum des interdisziplinären Fachgebiets Originalerhalt. Das Angebot basiert auf dem Handbuch „Bestandserhaltung - ein Ratgeber für Verwaltungen, Archive und Bibliotheken“ von Maria Kobold und Jana Moczarski sowie Datensätzen des Fachinformationsdienstes Buch-, Bibliotheks- und Informationswissenschaft (FID BBI).